# Револьвер «Webley»
Webley Revolver (также известен как Webley Top-Break Revolver и Webley Self-Extracting Revolver) — британский револьвер, состоявший на вооружении стран Британского содружества с 1887 по 1963 годы. Изготавливался по схеме переломной рамы, что позволяло вести быструю перезарядку и стрельбу, сравнимую с револьверами с откидывающимся вбок барабаном. Производился с 1870-х годов компанией «Webley & Son Company» (с 1897 года называется Webley & Scott Co.). Первая модель Webley Mk I была принята на вооружение в 1887 году, а модель Mk IV стала широко распространена во время второй англо-бурской войны 1899—1902 годов. В 1915 году была представлена модель Mk VI, широко распространившаяся во время Первой мировой войны и ставшая самой известной.
Револьвер разработан под мощный патрон .455 Webley и считается самым мощным револьвером с переломной рамой, когда-либо производившимся. Несмотря на то, что патрон .455 Webley не производится, вариант Mk IV под патрон .38/200 состоит на вооружении полиции в ряде стран мира. Со «сбритым» барабаном и использованием обоймы заряжания револьвер Webley Mk VI может стрелять патронами .45 ACP, хотя стрельба подобными патронами или патронами усиленной мощности «+P .45 ACP» может привести к снижению надёжности револьвера. Ряд револьверов Webley Mk VI был специально переработан под патрон .45 ACP после прекращения производства .455 Webley.

## Разработка

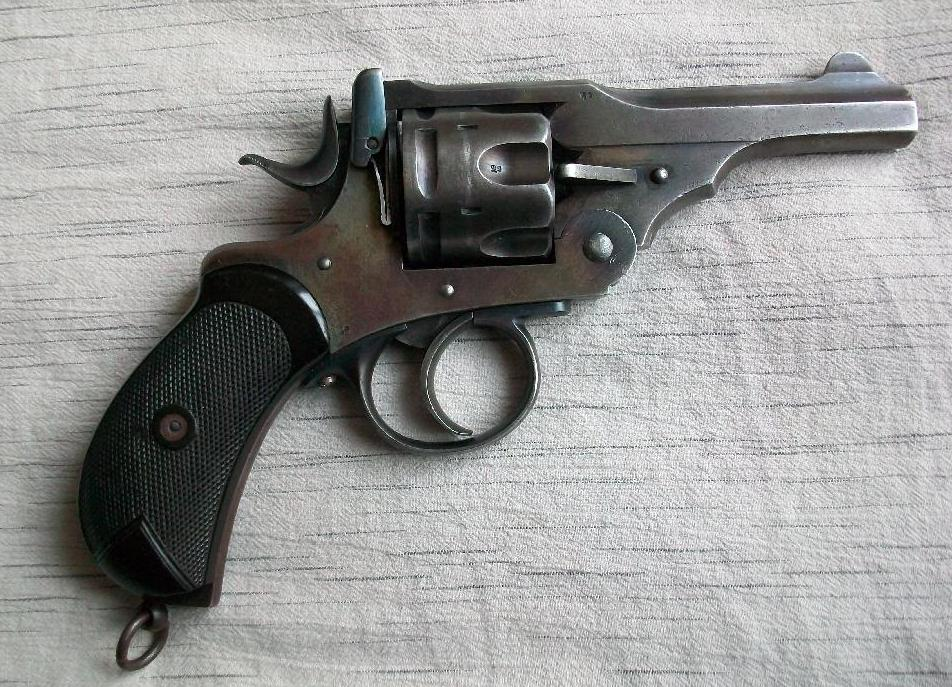
Револьвер Webley Mark I, 1887 год выпуска, Канада, калибр .455 (Mk I) Webley

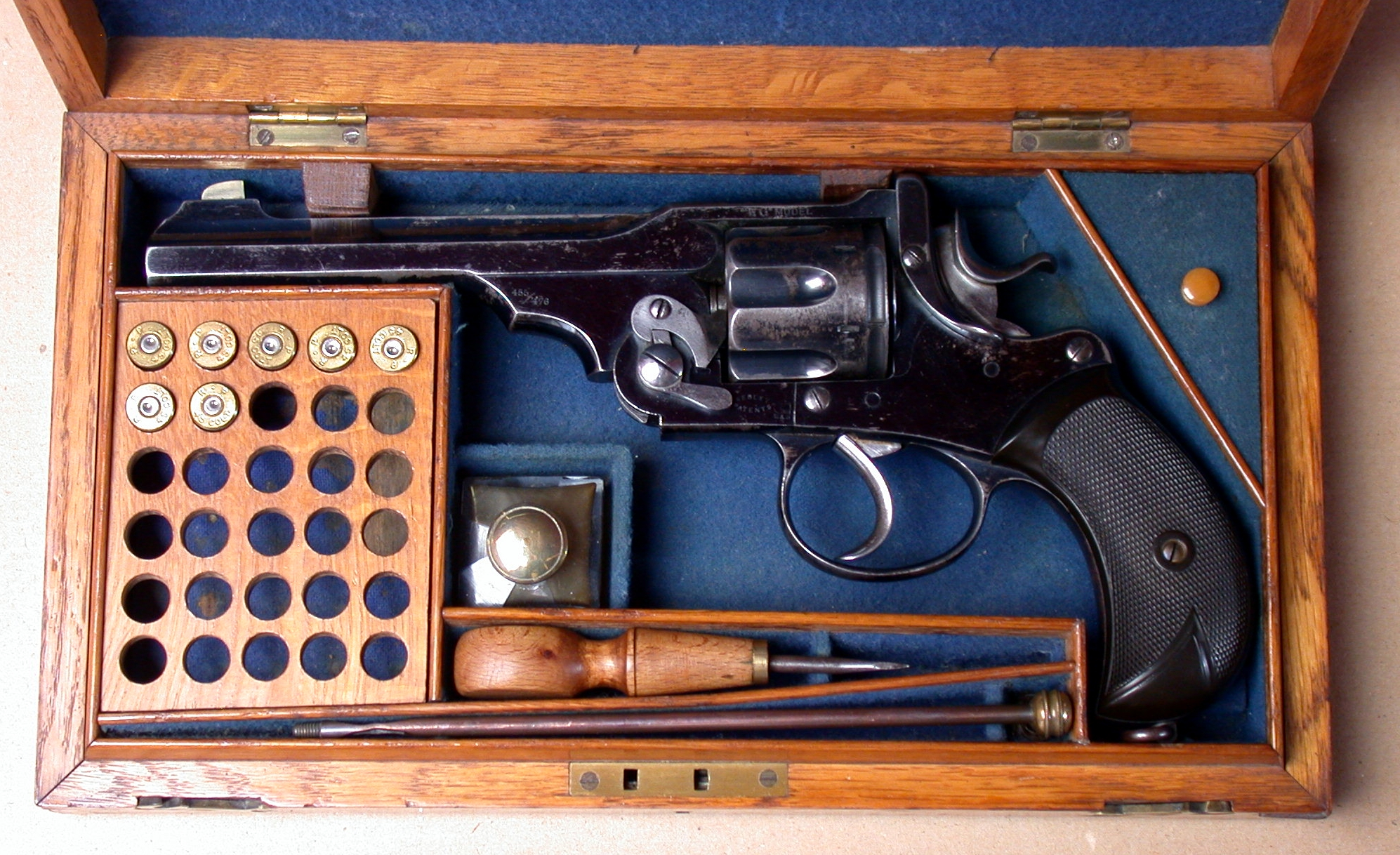
Webley WG (Webley Government) калибра .455/476 (.476 Enfield)

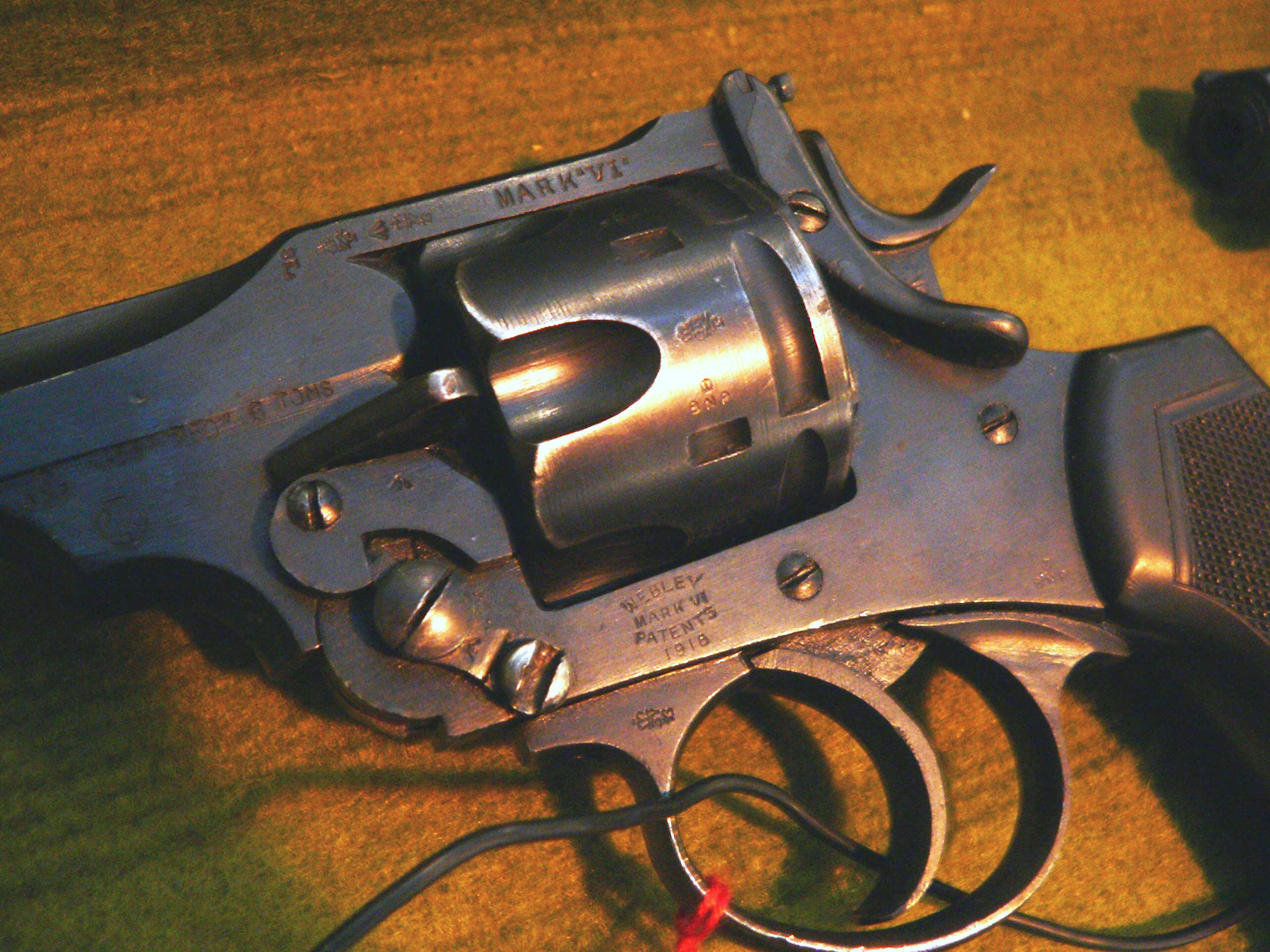
Барабан револьвера Webley

Британская компания Webley & Scott с середины XIX века и до конца XX века производила разнообразные револьверы. В 1853 году П. и Дж. Уэбли начали производство первых запатентованных револьверов одиночного действия. Уже под именем «P. Webley & Son» компания изготавливала собственные револьверы под патроны 44-го калибра центрального воспламенения, равно как и лицензионные копии револьверов Smith & Wesson. Револьверы Webley под патрон центрального воспламенения с шарнирной рамой стали самой известной продукцией компании: они производились с 1870-х годов. В 1877 году была выпущена модель «Webley-Pryse», в 1881 году — «Webley-Kaufmann». С 1885 до начала XX века производились модели W.G. или «Webley-Government», самые популярные револьверы с переломной рамой под патрон .476/.455. Они состояли на вооружении британских офицеров. Однако не меньшую популярность сыскали и револьверы ирландской полиции «Webley RIC», и револьверы «Bull Dog», которые можно было носить в кармане пальто и применять для самообороны.
В 1887 году британской армии потребовалась замена неудачного револьвера Enfield Mk I & MK II под патрон 476-го калибра. Компания «Enfield» только к 1880-м годам отказалась от патронов .450 Adams и от револьвера Beaumont-Adams. Компания «Webley & Scott», уже известная на коммерческом рынке производства оружия, продавала разнообразные пистолеты и револьверы гражданским лицам и армейским офицерам. Она предоставила револьвер «Webley Self-Extracting Revolver» (револьвер Уэбли с механизмом самоизвлечения) для испытаний. Оружие произвело на военных сильное впечатление, поскольку револьвер Уэбли был существенно лучше револьверов «Энфилд» с системой выбрасывания гильз Оуэна. 8 ноября 1887 года новый револьвер был утверждён в качестве официального оружия под названием Pistol, Webley, Mk I. Был заключён контракт с фирмой на производство 10 тысяч таких револьверов по цене 3/1/1 £ каждый, в течение 8 месяцев необходимо было произвести первую партию из 2 тысяч револьверов.
За долгие годы револьвер Webley пережил несколько модификаций вплоть до самой известной Mk VI, производившейся с 1915 по 1923 годы. Тем не менее, принцип работы был одинаковым: размыкающийся корпус с двумя частями, соединёнными шарниром. Для перезаряжания ствол откидывался вниз, после чего происходило «разламывание» корпуса и автоматически экстрактор выбрасывал все шесть гильз. Вручную все каморы барабана заполнялись новыми патронами. УСМ револьвера был двойного действия: после выстрела заряжание происходило автоматически. Производство револьверов велось как под обычный патрон .455 Webley, так и под патрон .38/200 (он же .38 S&W). С 1947 года с вооружения были сняты револьверы под патрон .455 Webley, но до 1963 года использовались револьверы Webley Mk IV под патрон .38/200 вместе с револьвером Enfield No. 2 Mk I. Коммерческие варианты револьверов продавались и гражданским лицам, в том числе и в разных вариантах оформления. Даже те, что не принимались на вооружение («Webley-Government» и «Webley-Wilkinson»), раскупались офицерами.

## Использование Webley

### Англо-бурская война (1899—1902)
Револьвер Webley Mk IV под патрон .455 Webley впервые был представлен в 1899 году. Он стал известен как Boer War Model, поскольку его приобретали офицеры британских войск в Южной Африке, воевавшие против буров. Он использовался наравне с пистолетом Mauser C96 (личное оружие Уинстона Черчилля), револьвером Beaumont-Adams и различными другими револьверами производства Уильяма Трентера и компании «Kynoch Gun Factory».

### Первая мировая война

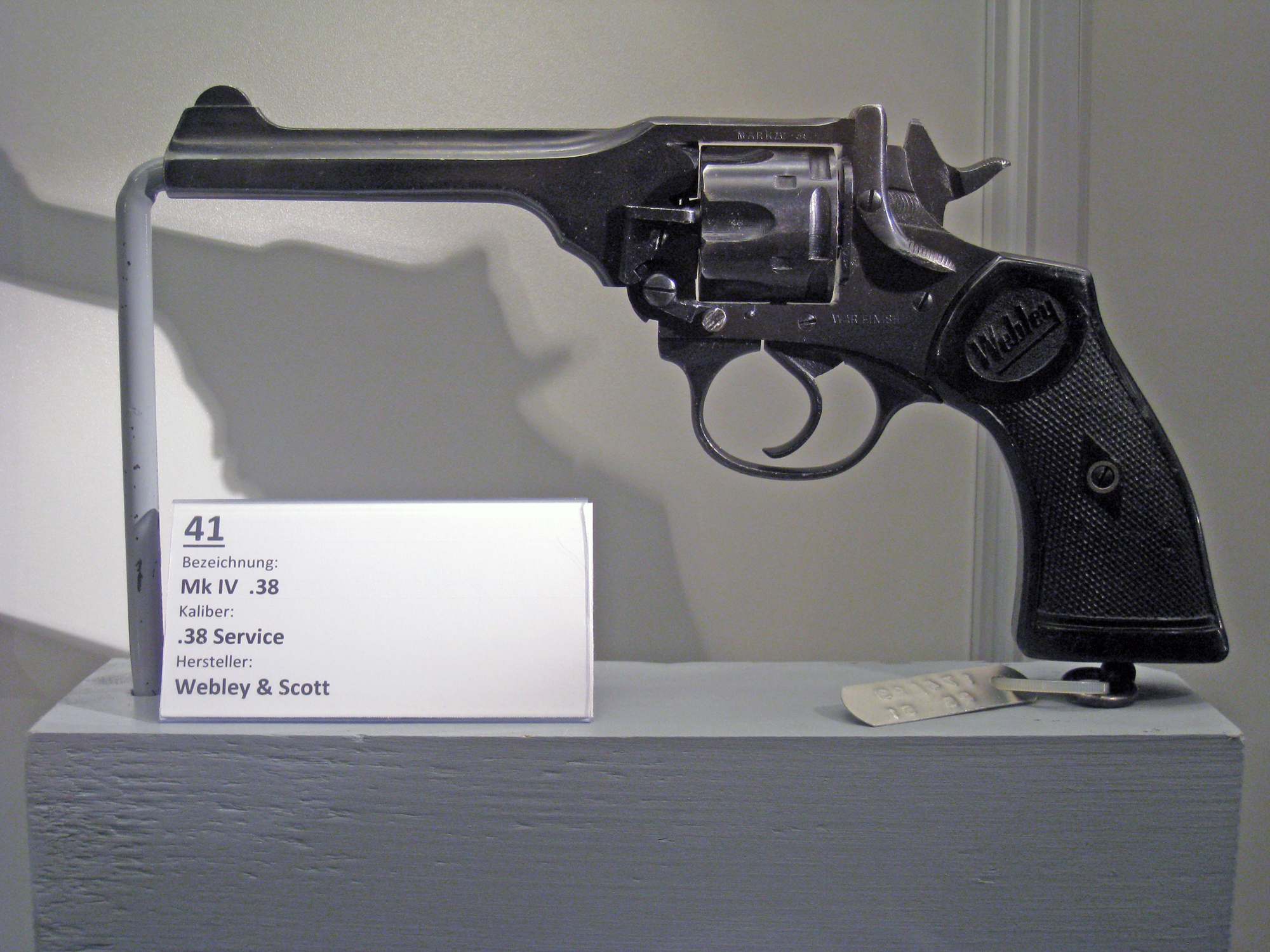
Револьвер Webley Mk IV под патрон 38-го калибра

Стандартным личным оружием офицеров был револьвер Webley Mk V, принятый на вооружение 9 декабря 1913 года, хотя в 1914 году встречались намного чаще образцы 9,65-мм Mk IV, поскольку заказ на 20 тысяч револьверов Mk V так и не был выполнен на момент начала войны. 24 мая 1915 года стандартным оружием армии Британской империи и её колоний стал револьвер Mk VI, который был оружием офицеров, лётчиков, моряков, экипажей бронетехники, водителей, пулемётчиков и сапёров. Револьвер Mk VI оказался очень надёжным оружием, устойчивым к загрязнению и условиям окопной войны. Специально для него изготавливался штык на основе штыка винтовки Гра, зарядные устройства (устройства систем Придо и Уотсона) и специальный приклад, который превращал револьвер в карабин.
Запросы на револьвер данного типа увеличились с началом войны. Британцы вынуждены были закупать оружие под патрон .455 Webley у других стран. В США производились под этот патрон револьверы Smith & Wesson «Hand Ejector» и Colt New Service. В Испании изготавливались в оружейных Эйбара копии различных винтовок и револьверов, а также подгонялись уже существующие образцы 11-мм револьвера M1884 (копия Smith & Wesson Model 3 под названием «S&W Model 7 ONÁ»). Помимо этого, компанией Garate, Anitua y Cia. был изготовлен револьвер под названием «Pistol, Revolver, Old Pattern, No. 1 Mk. 1», а Trocaola, Aranzabal y Cia. — револьвер «Pistol, Revolver, Old Pattern, No.2 Mk.1». Компания Orbea Hermanos y Cia. изготовила 10 тысяч револьверов Webley, а компания Rexach & Urgoite — 500 экземпляров, которые, однако, были забракованы Британской армией, хотя использовались полицией до 1950-х годов.

### Вторая мировая война

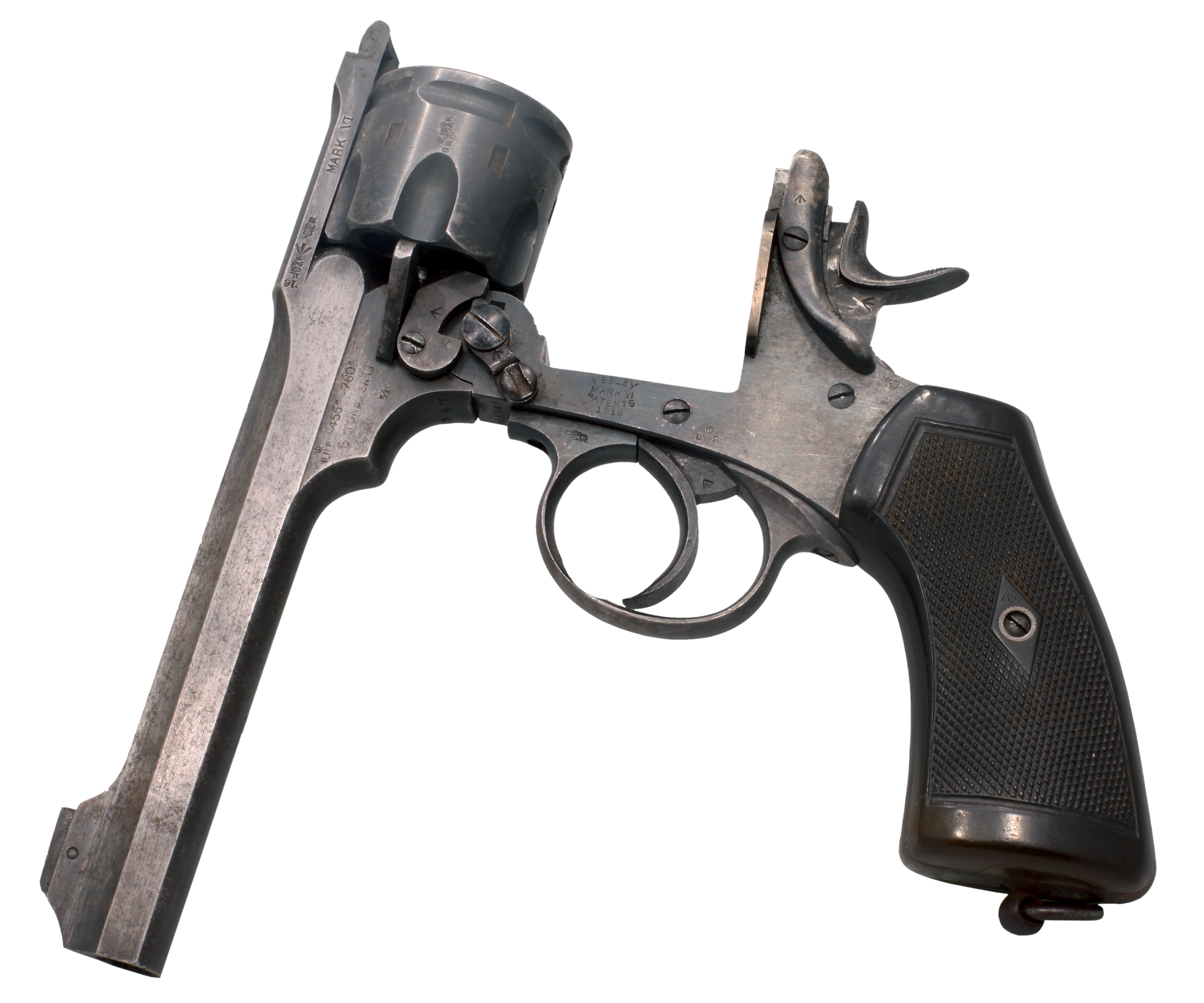
Револьвер Webley с откинутым стволом и барабаном

Стандартным оружием британских военных во время Второй мировой войны был револьвер Enfield No. 2 Mk I под патрон .38/200. В связи с дефицитом пистолетов и револьверов под этот патрон были переделаны множество образцов стрелкового оружия: так появились образцы Webley Mk IV и Mk VI под патрон .38/200 (хотя использовался и калибр .455).

### Послевоенные годы
Револьверы Mk VI (.455) и Mk IV (.38/200) использовались британскими вооружёнными силами и войсками стран Британского Содружества в послевоенные годы. Запасов револьверов хватало всем армиям. Однако, согласно данным оружейников ФРГ, на момент снятия с вооружения револьверов каждому стрелку выдавалось не более двух патронных пачек в связи с недостатком патронов. Из-за недостатка патронов оружие хотя и не снималось с вооружения, но фактически в боях не применялось. До 1963 года, пока на вооружение не поступил пистолет Browning Hi-Power, револьверы Webley использовались в войнах в Корее, Египте, Малайе, Родезии и Северной Ирландии. Даже в 1970-е и 1980-е годы револьверы Enfield No. 2 Mk I всё ещё использовались полицейскими подразделениями.

### Полиция

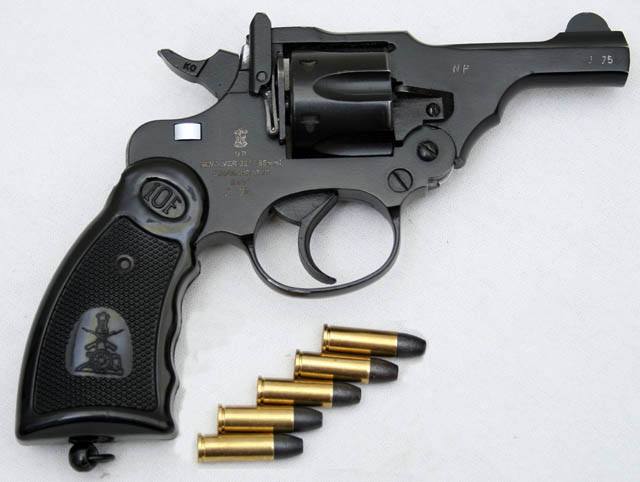
Индийский револьвер IOF .32 Revolver на основе Webley Mk IV

Полиция Гонконга и Сингапура использовали револьверы Mk III и Mk IV под патрон .38 S&W с 1930-х годов. Служебное оружие в Сингапуре были оснащены предохранителями, которые редко устанавливались в револьверах. С 1970-х годов эти револьверы постепенно заменялись новыми револьверами Smith & Wesson Model 10. Служба столичной полиции Лондона также использовала револьверы Webley, как и вся колониальная полиция в послевоенные годы. В некоторых полицейских подразделениях и по сей день используются револьверы Webley Mk IV. В Индии же на заводе Ordnance Factories Board производятся патроны .380 Revolver Mk IIz и револьвер IOF .32 Revolver под патроны .32 S&W Long с 51-мм стволом — эти револьверы основаны на модели Webley Mk IV .38.

### Варианты под патроны .455 Webley

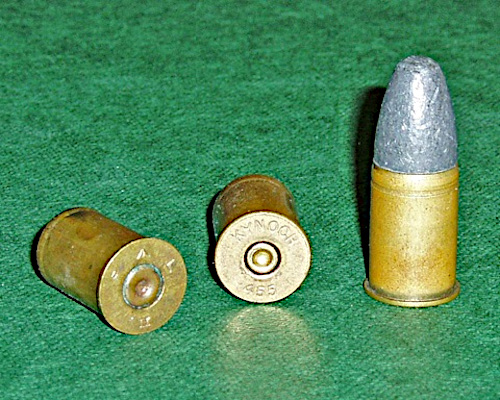
Пуля .455 SAA Ball

Шесть вариантов револьвера Webley под патрон 455-го калибра было произведено для вооружённых сил Великобритании с 1887 года и до конца Первой мировой войны:
- Mk I: первый револьвер с автоматическим выбрасыванием гильз. Принят на вооружение 8 ноября 1887 года. Длина ствола — 100 мм, рукоятка в форме птичьего клюва. Изготавливалась заводская модификация Mk I*.
- Mk II: отличие от Mk I в ударнике и форме рукоятки. Дверцы барабана изготавливались из закалённой стали. Длина ствола — 100 мм. На вооружение принят 21 мая 1895 года[38].
- Mk III: отличие от Mk II в ячейках барабана и связанных с ним деталях. Принят на вооружение 5 октября 1897 года, но использовался недостаточно широко: только моряками ВМС и только образцы с изображением стрелки на верху оружия[39].
- Mk IV: образец Бурской войны. Изготавливался из высококачественной стали (некоторые детали из закалённой стали). Ось цилиндра закреплена на стволе, дверцы барабана частично переделаны. Принят на вооружение 21 июля 1899 года. Длина ствола — 100 мм[40].
- Mk V: отличие от Mk IV в более широком барабане (на 3 мм) для патронов с бездымным порохом (в технологии изготовления таких патронов использовалась нитроцеллюлоза). Принят на вооружение 9 декабря 1913 года. Длина ствола — 100, 130 или 150 мм (более поздние образцы имели более длинный ствол)[41].
- Mk VI: отличие от Mk V в новой форме рукоятки и длинном стволе (150 мм). Принят на вооружение 24 мая 1915 года[42]. Изготавливался на заводе RSAF Enfield под названием Pistol, Revolver, Webley, No. 1 Mk VI в 1921—1926 годах[43].

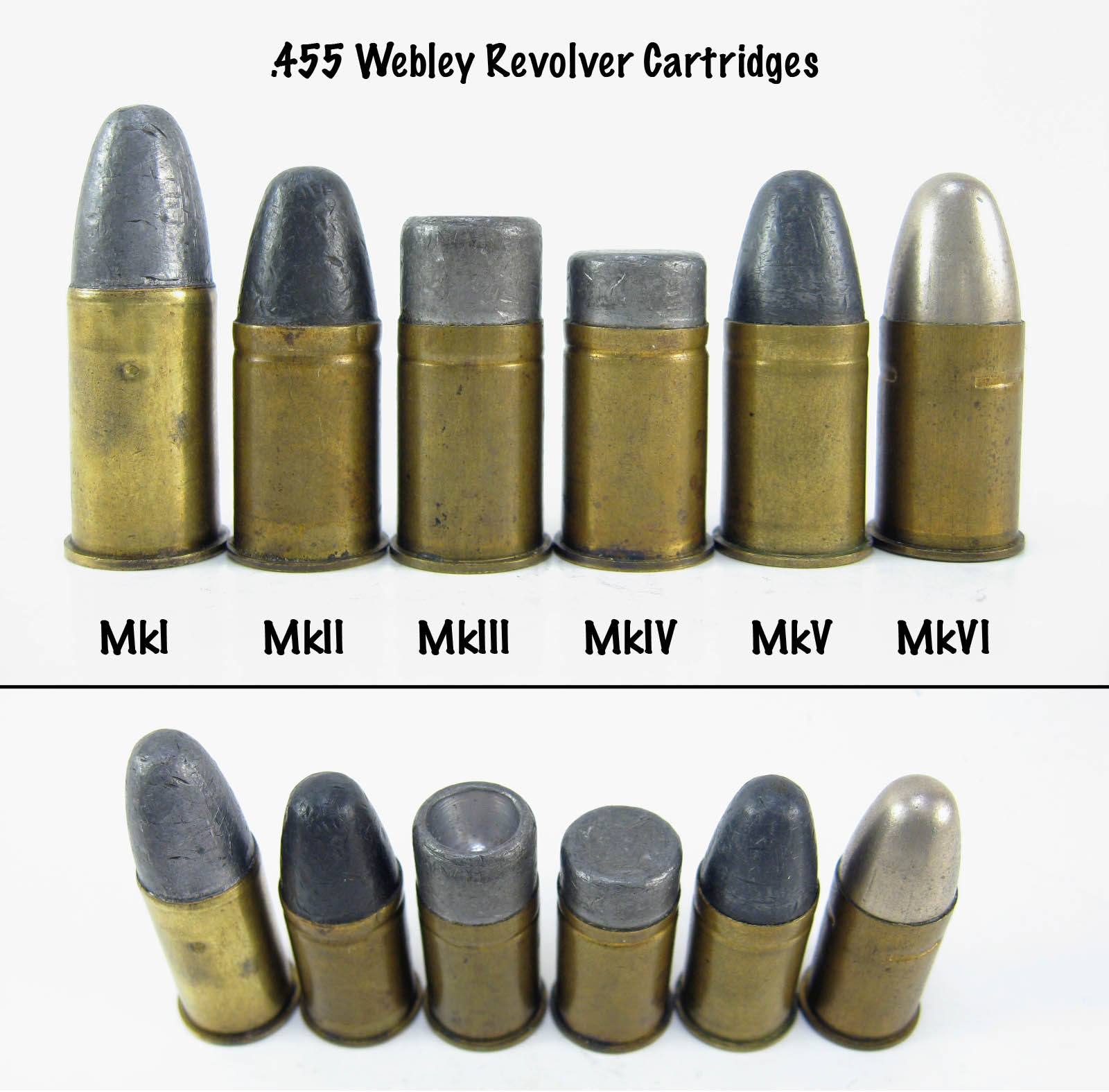

## Webley Mk IV .38/200

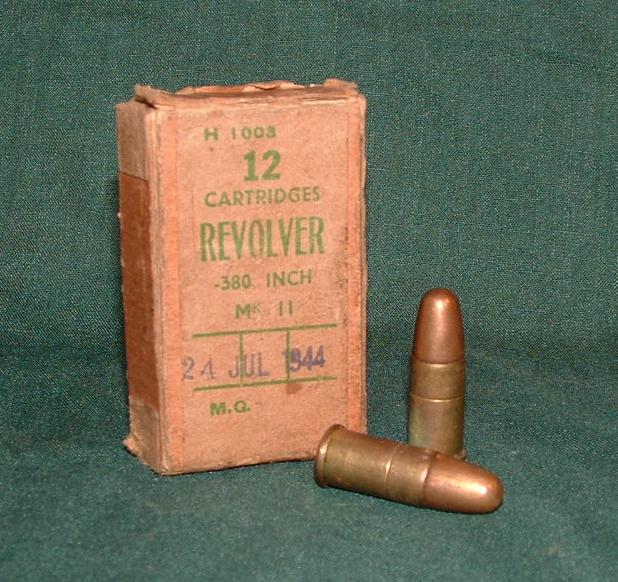
Коробка для патронов .380" Revolver Mk IIz

В самом конце Первой мировой войны британские военные посчитали патрон .455 слишком большим для современного оружия и после ряда испытаний пришли к выводу, что пистолет или револьвер, стреляющий пулями 38-го калибра массой 13 г каждая, может быть не менее эффективным для уничтожения противника, чем револьвер под патроны 455-го калибра. «Webley & Scott» вскоре занялась подгонкой Webley Mk IV под патрон .38/200, который внешне не отличался от модели Mk VI под патрон .455, за исключением отсутствующей спицы курка. Этот револьвер был создан на основе револьвера Webley Mk III и был разработан специально для полиции и гражданского рынка. К удивлению производителей, британское правительство дало аналогичное задание и работникам Королевского завода стрелкового оружия в Энфилд-Локе, и те создали проект, практически ничем не отличавшийся от револьвера Webley, за исключением того факта, что запчасти Webley нельзя было использовать в револьверах производства Enfield. Новый револьвер был принят под названием Enfield No. 2 на вооружение в 1932 году. В 1938 году была создана модификация Mk I* двойного действия без упора курка для взведения пальцем, а в 1942 году — более простая в плане производства модификация Mk I**.
Компания «Webley & Scott» подала в суд на правительство Великобритании и потребовало компенсацию в размере 2250 фунтов стерлингов за издержки на разработку револьвера. Компания «Энфилд» отвергла все обвинения, заявив, что капитан Х.К. Бойз разрабатывал револьвер Enfield No. 2 именно при помощи специалистов из «Webley & Scott». В итоге «Webley & Scott» проиграла дело, хотя Королевская комиссия по премиям за изобретения вручила 1250 фунтов стерлингов изобретателям, а револьвер производства «Энфилда» оказался ненадёжным и проиграл конкуренцию револьверам Webley.

## Некоторые другие модели

### Webley R.I.C.

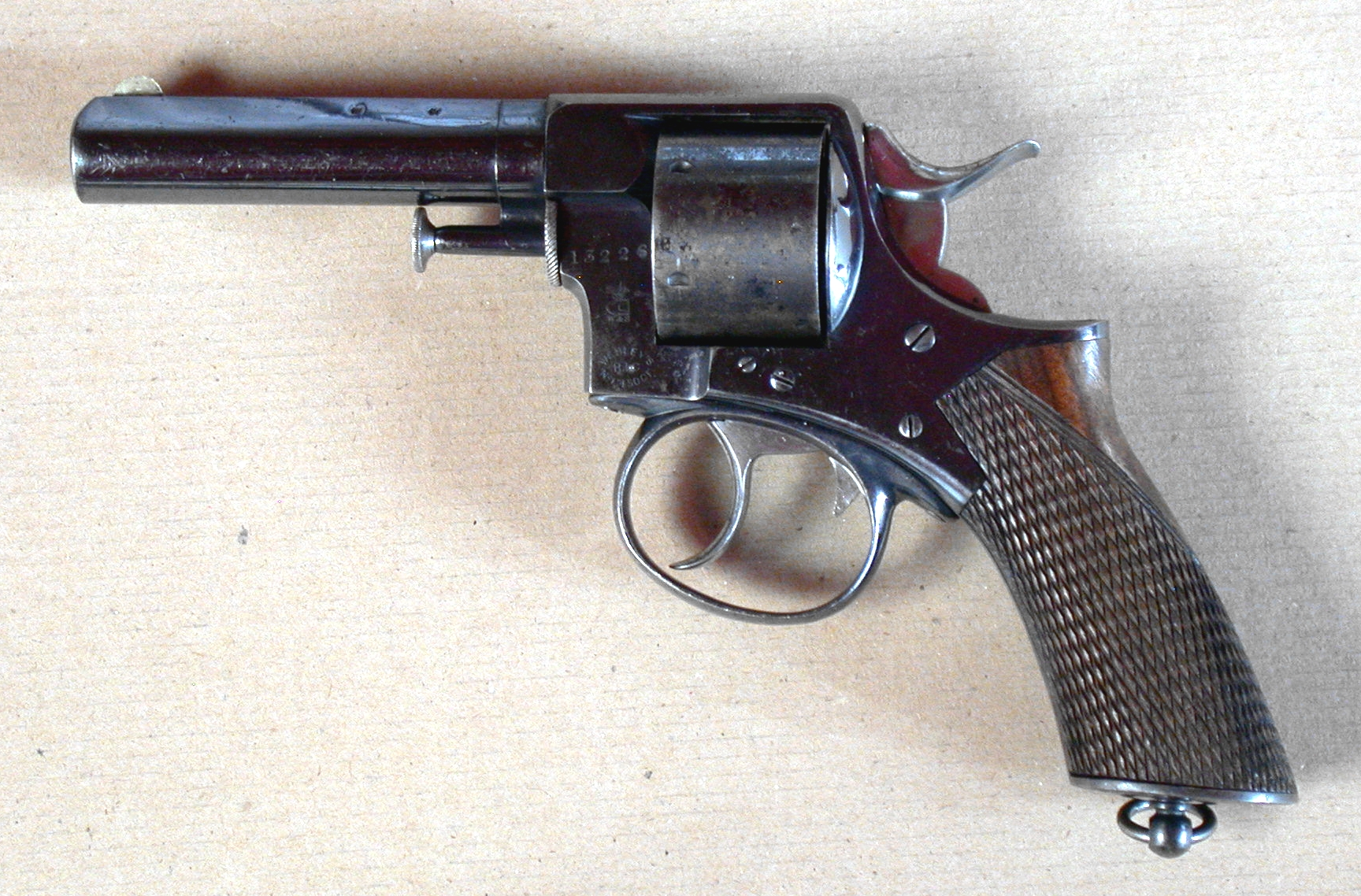
Револьвер Webley RIC 1868 под патрон .450 CF

Револьвер «Webley R.I.C.» (также известный как «Webley RIC», сокращение от «Royal Irish Constabulary») стал первым в истории компании Webley револьвером двойного действия. Он был принят на вооружение Королевской ирландской полицией в 1868 году. Изготавливался из металла под патрон .442 Webley, заряжание происходило через дверцу барабана. Одним из известных владельцев такого оружия был американский генерал Джордж Кастер: пару этих револьверов он использовал во всех сражениях, в том числе и в битве при Литтл-Бигхорн 1876 года, в которой был убит. Небольшое количество револьверов было произведено под мощный патрон .500 Tranter, последующие модели производились под патроны типа .450 Adams и других типов. Их производство велось и в Бельгии.

### British Bull Dog
Карманный револьвер «Бульдог» (англ. Bull Dog) был представлен в 1872 году. Это было оружие со стволом длиной 64 мм с пятизарядным барабаном под патроны .44 Short Rimfire, .442 Webley или .450 Adams. Позднее производились версии и под патроны .320 и .380, но без обозначения «British Bulldog». Эти револьверы можно было спрятать в кармане пальто, и многие из них дожили до современности, хотя и не использовались практически в боях. В XIX веке револьвер подобного типа производился в Испании, Франции, США и Бельгии. До Второй мировой войны они были достаточно популярными, но в настоящее время являются исключительно экспонатами различных частных коллекций, поскольку патроны для них не производятся. 2 июля 1881 года именно из револьвера «Бульдог» под патрон 44-го калибра Шарлем Гито был убит американский президент Джеймс Абрам Гарфилд.

### Автоматический револьвер Webley-Fosbery
Редкий образец автоматического револьвера «Webley-Fosbery» производился с 1900 по 1915 годы: существовали как шестизарядные версии под патрон .455 Webley, так и восьмизарядные под патрон .38 ACP (не путать с .380 ACP). В отличие от других револьверов, у «Webley-Fosbery» был предохранитель слева. Благодаря своему лёгкому спусковому крючку, высокой точности и хорошему дизайну револьвер оставался долгое время популярным среди стрелков даже после прекращения производства подобного оружия.

## Страны

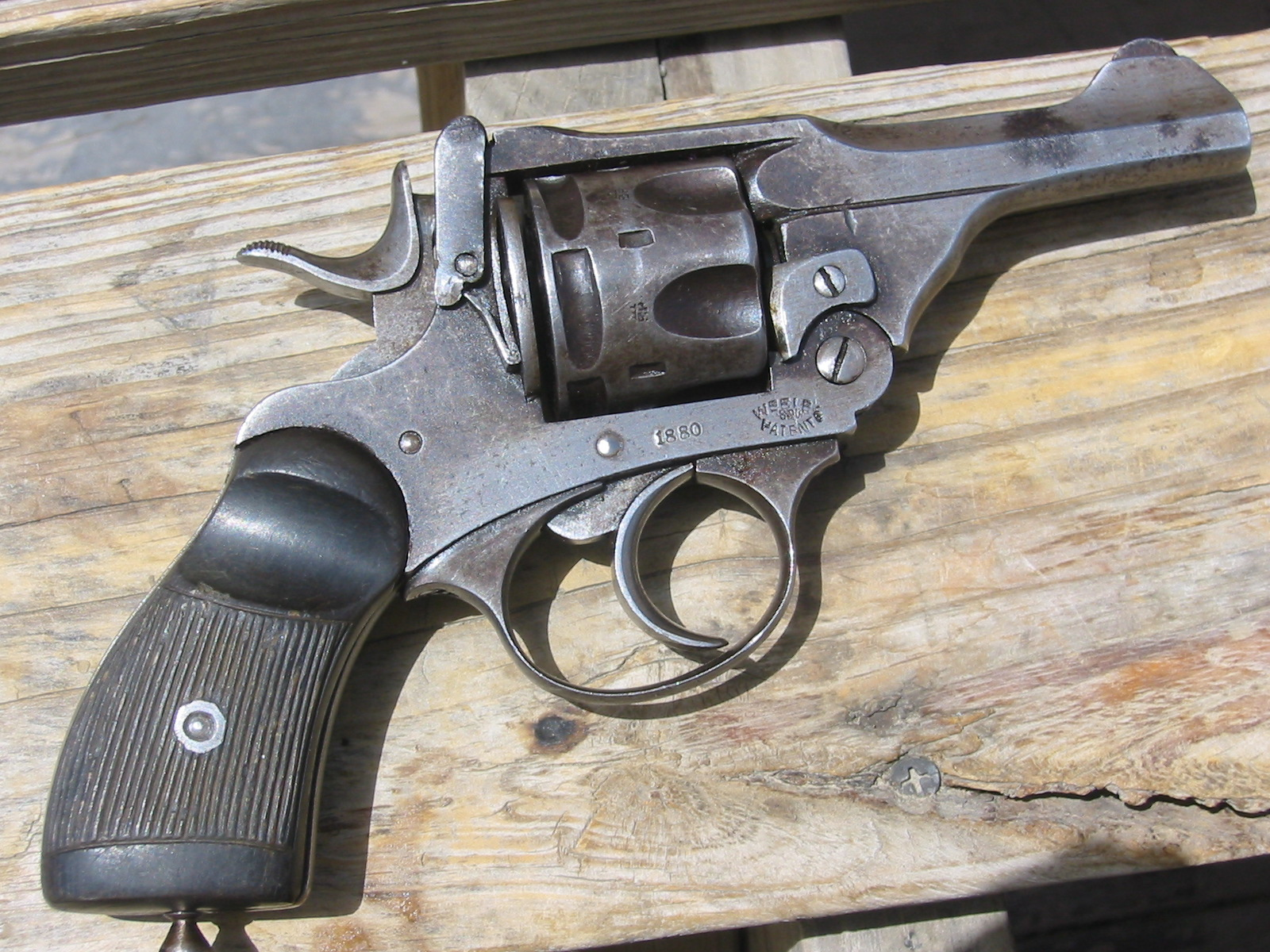
Карманный револьвер Webley Pocket Pistol под патрон .38 S&W, Афганистан

- Афганистан: изготавливался для афганской полиции в оружейных мастерских в Хайберском проходе
- Великобритания: служебное оружие британских офицеров[64], использовался во время Второй мировой войны[35]
- Гонконг: оружие полиции (вариант Mk IV), к 1990-м годам были сняты с вооружения[35]
- Израиль: производилось для полиции Британского мандата в Палестине, позднее использовалось и Армией обороны Израиля[65]
- Индия: производится местная лицензионная версия IOF .32 Revolver[37]
- Ирландия: на вооружении войск Ирландии и ИРА; один экземпляр принадлежал повстанцу ИРА Фрэнку Фладу[англ.][66]
- Люксембург: немногочисленные экземпляры[67][68]
- Малайзия: на вооружении полицейских отрядов джунглей (англ. Police Jungle Squads)[69]
- Мьянма: сняты с вооружения[70]
- Родезия: оружие армии и полиции[71]
- Сингапур: на вооружении полиции, сняты окончательно с вооружения в 1970 году[34]
- Сьерра-Леоне: ограниченное использование полицией, сняты с вооружения[72]
- Тонга - револьверы находились на вооружении британских войск, когда королевство являлось протекторатом Британской империи; после предоставления независимости 4 июня 1970 года некоторое количество револьверов осталось на вооружении армии[73]
- Филиппины: во время восстания 1899—1902 годов[74]

### На английском
- Chris Bishop. Guns in Combat. — Chartwell Books, Inc., 1998. — ISBN 0-7858-0844-2.
- William Chipchase Dowell. The Webley Story. — Kirkland, WA (USA): Commonwealth Heritage Foundation, 1987. — ISBN 0-939683-04-0.
- Gerard Henrotin. The Webley service revolvers. — HLebooks.com, 2007.
- Jeff Kinard. Pistols: An Illustrated History of Their Impact. — ABC-CLIO, 2004. — ISBN 978-1-85109-470-7.
- Robert J. Maze. Howdah to High Power: A Century of Breechloading Service Pistols (1867–1967). — Tucson, AZ (USA): Excalibur Publications, 2002. — ISBN 1-880677-17-2.
- Ian D. Skennerton. List of Changes in British War Material in Relation to Edged Weapons, Firearms and Associated Ammunition and Accoutrements, Volumes I—IV. — Margate, Australia: H.M. Stationer's Office, 1993.
- Ian D. Skennerton. Small Arms Identification Series No. 9: .455 Pistol, Revolver No. 1 Mk VI. — Gold Coast, QLD, Australia: Arms & Militaria Press, 1997. — ISBN 0-949749-30-3.
- W. H. B. Smith. 1943 Basic Manual of Military Small Arms (Facsimile). — Harrisburg, PA (USA): Stackpole Books, 1979. — ISBN 0-8117-1699-6.
- Mark Stamps, Ian D. Skennerton. .380 Enfield Revolver No. 2. — London (UK): Greenhill Books, 1993. — ISBN 1-85367-139-8.
- Royce Wilson. A Tale of Two Collectables (англ.) // Australian Shooter. — 2006. — March.
- Dan Shideler. The Bull Dog Pack: Variations of the Breed // Gun Digest 2011. — 65. — Iola, WI: Krause Publications, 2011. — 568 с. — ISBN 978-1-4402-1561-2.
- T. Holloway. A Guide to Handgun Cartridges (англ.). — Lulu.com, 2015. — P. 139—140, 143. — ISBN 978-1-329-00762-8.
- Ian V. Hogg, John Walter. Pistols of the World (англ.). — Iola, Wisconsin: David & Charles[англ.], 2004. — ISBN 978-0-8734-9460-1. Архивировано 31 января 2018 года.

### На русском
- Крис Шант. Оружие пехоты: Энциклопедия стрелкового оружия / пер. с англ. С.Сумбаев, С.В.Шашков. — М.: Омега, 2007. — 256 с. — 4000 экз. — ISBN 0785817212.
- Уилл Фаулер, Энтони Норт, Чарльз Строндж. Энциклопедия пистолетов, револьверов и автоматов. — Белгород: ООО «Книжный клуб "Клуб Семейного досуга"», 2014.
- Ян Хогг, Джон Уикс. Все пистолеты мира / Полный иллюстрированный справочник пистолетов и револьверов. — М.: Эксмо-Пресс, 1999. — ISBN 5-04-000401-X.